# Hammerella pinnatifilis
Hammerella pinnatifilis är en kvalsterart som först beskrevs av Giovanni Canestrini 1898.  Hammerella pinnatifilis ingår i släktet Hammerella och familjen Granuloppiidae. Inga underarter finns listade i Catalogue of Life.